# Три дні до весни
«Три дні до весни» (рос. Три дня до весны) — російський художній фільм режисера Олександра Касаткіна. Кінострічка вийшла у прокат 4 травня 2017 року до 72-річчя від Дня Перемоги. У квітні 2017 роки фільм брав участь в основному конкурсі V Національного кінофестивалю дебютів «Рух».

## Синопсис
Стрічка присвячена найважчому періоду облоги Ленінграда — першій блокадній зимі 1942 року, і розповідає про подвиги людей, які захищали місто. Офіцер держбезпеки Андрєєв і молодий лікар Марицький за 72 години, три дні до настання весни, повинні були запобігти катастрофі. На кону стоять життя людей, на шляху героїв — любов, зрада, інтриги та події, що стрімко розвиваються.

## У ролях
- Кирило Плетньов — Володимир Андрєєв, старший лейтенант НКВС
- Олена Лотова — Ольга Марицька, лікарка-епідеміолог
- Ігор Грабузов — Григорій Горелик, лейтенант НКВС, помічник Андрєєва
- Євген Сидіхін — Зімін, начальник НКВС Ленінграда
- Юрій Іцков — Савінов, директор інституту експериментальної медицини та мікробіології
- Поліна Красавіна — Ольга Берггольц
- Владислав Абашин — Холін, старший лейтенант НКВС
- Кирило Назаров — Кретов, співробітник карного розшуку
- Яків Шамшин — «Рудий», спекулянт
- Петро Логачев — злодій
- Сергій Кудрявцев — німецький офіцер
- Михайло Касапов — офіцер НКВД

## Знімальна група
- Генеральний продюсер — Едуард Пічугін
- Виконавчий продюсер — Ірина Баскакова
- Режисер — Олександр Касаткін
- Сценаристи — Аркадій Висоцький, Олександр Бородянський
- Оператор-постановник — Руслан Герасименко
- Композитор — Антон Лубченко
- Художник-постановник — Леонід Карпов
- Художник по костюмах — Тетяна Вавілова
- Художник по гриму — Тетяна Комарова
- Головний редактор — Світлана Кармаліта

## Музика
Саундтрек до фільму був записаний симфонічним оркестром Маріїнського театру. Композитором виступив Антон Лубченко. У лютому 2017 року музика з фільму була виконана на урочистому відкритті XII Дрезденського оперного балу в Німеччині .

## Виробництво
В основу сценарію картини лягли деякі факти з «Блокадної книги» письменників Олеся Адамовича і Данила Граніна.
У ході роботи фільм змінив кілька робочих назв: «Ленінградський вальс», «БлокАда» і «Блок А».
Стрічку було знято на кіностудії «Ленфільм» . Зйомки картини проходили з січня по березень 2016 року в Санкт-Петербурзі, Кронштадті, Гатчині і Всеволожському районі Ленінградської області.
Головною локацією був центр Петербурга — вулиця Достоєвського, Пушкінська, Галерна, Велика Пушкарская, Крюков канал і набережна Фонтанки, Великий проспект Петроградської сторони, а також напівзруйновані будівлі заводу «Червоний трикутник».
Ще одним місцем зйомок став порожній кадетський корпус колишньої військової частини біля Тучкова моста, де художник-постановник відтворив кабінети керівництва, лабораторії інституту експериментальної медицини і гуртожиток НКВС. Квартиру головної героїні облаштували в Музеї-квартирі Єлізарова. Решта об'єктів — комуналки, державні установи та НДІ фармакології — знімали в занедбаних пітерських будинках.

## Нагороди та номінації
- Головний приз у номінації «Кращий детектив» на міжнародному кінофестивалі DetectiveFEST у Москві[13] .
- Головний приз у номінації «Кращий ігровий фільм» на I Міжнародному кінофестивалі країн Арктики Arctic Open в Архангельську[14].